# Donau Straße
De Donau Straße B3 is een Bundesstraße in de Oostenrijkse deelstaten Opper-Oostenrijk, Wenen en Neder-Oostenrijk.
De B7 loopt van Engelhartstetten via Wenen, Stockerau en Krems an de Donau naar Voest.
De B3 begint net ten oosten van Engelhartstetten op een kruising met de B49 en loopt door Engelhartstetten, Loimersdorf, Kopfstetten, Pframa, Wagram an der Donau, Orth an der Donau, Mannsdorf an der Donau, Groß-Enzersdorf, Essling, Aspern alvorens men de stad Wenen bereikt. In Wenen sluit de B3b aan en kruist ze de B8 en loopt door Floridsdorf. De B3 kruist de B7, loopt Großjedlersdorf, Strebersdorf,Langenzersdorf, Bisamberg, Korneuburg waar ze de aansluiting kent van de B6. Ten westen van Korneuburg sluit de B305 aan. De B3 loopt verder door Spillern en Stockerau naar afrit Stockerau-Nord van de S3.
Vervanging
Tussen afrit Stockerau-Nord en afrit Krems-Mitte is de B3 vervangen door de S3 en de S5.
Voortzetting
De weg loopt verder De B3 begint weer op de afrit Krems-Mitte als verlengde van de S5, hier kruist ook de B37. Vervolgens sluit in het westen van Krems B35 en ook de B33a aan. De weg loopt verder via Dürnstein, Weißenkirchen in der Wachau, Spitz en passeert zowel de aansluiting van de B217 als van de B3a. De weg loopt verder door Emmersdorf an der Donau, kent de aansluiting van zowel de B216 als de B209, komt door Klein-Pöchlarn, Marbach an der Donau, Persenbeug-Gottsdorf, kruist zowel de B36 als de B25, komt door Sankt Nikola an der Donau en Grein waar ze een samenloop kent met de B119. De B3 loopt verder door Saxen, Arbing, ze passeert de afrit Perg-West waar de B3c aansluit, loopt door Mauthausen waar de B123 aansluit en St. Peter. De B3 sluit uiteindelijk bij afrit Voest aan op de A7
B1 · 
B2 · 
B3 · 
B4 · 
B5 · 
B6 · 
B7 · 
B8 · 
B9 · 
B10 · 
B11 · 
B12 · 
B13 · 
B14 · 
B15 · 
B16 · 
B17 · 
B18 · 
B19 · 
B20 ·  
B21 · 
B22 · 
B23 · 
B24 · 
B25 · 
B26 · 
B27 · 
B28 · 
B29 · 
B30 · 
B31 · 
B32 · 
B33 · 
B34 · 
B35 · 
B36 · 
B37 · 
B38 · 
B39 · 
B40 · 
B41 · 
B42 · 
B43 · 
B44 · 
B45 · 
B46 · 
B47 · 
B48 · 
B49 · 
B50 · 
B51 · 
B52 · 
B53 · 
B54 · 
B55 · 
B56 · 
B57 · 
B58 · 
B59 · 
B60 · 
B61 · 
B62 · 
B63 · 
B64 · 
B65 · 
B66 · 
B67 · 
B68 · 
B69 · 
B70 · 
B71 · 
B72 · 
B73 · 
B74 · 
B75 · 
B76 · 
B77 · 
B78 · 
B79 · 
B80 · 
B81 · 
B82 · 
B83 · 
B84 · 
B85 · 
B86 · 
B87 · 
B88 · 
B89 · 
B90 · 
B91 · 
B92 · 
B93 · 
B94 · 
B95 · 
B96 · 
B97 · 
B98 · 
B99 · 
B100 · 
B105 · 
B106 · 
B107 · 
B108 · 
B109 · 
B110 · 
B111 · 
B113 · 
B114 · 
B115 · 
B116 · 
B117 · 
B119 · 
B120 · 
B121 · 
B122 · 
B123 · 
B124 · 
B125 · 
B126 · 
B127 · 
B129 · 
B130 · 
B131 · 
B132 · 
B133 · 
B134 · 
B135 · 
B136 · 
B137 · 
B138 · 
B139 · 
B140 · 
B141 · 
B142 · 
B143 · 
B144 · 
B145 · 
B146 · 
B147 · 
B148 · 
B149 · 
B150 · 
B151 · 
B152 · 
B153 · 
B154 · 
B155 · 
B156 · 
B158 · 
B159 · 
B160 · 
B161 · 
B162 · 
B163 · 
B164 · 
B165 · 
B166 · 
B167 · 
B168 · 
B169 · 
B170 · 
B171 · 
B172 · 
B173 · 
B174 · 
B175 · 
B176 · 
B177 · 
B178 · 
B179 · 
B180 · 
B181 · 
B182 · 
B183 · 
B184 · 
B185 · 
B186 · 
B187 · 
B188 · 
B189 · 
B190 · 
B191 · 
B192 · 
B193 · 
B197 · 
B198 · 
B199 · 
B200 · 
B201 · 
B202 · 
B203 · 
B204 · 
B205 · 
B209 · 
B210 · 
B211 · 
B212 · 
B213 · 
B214 · 
B215 · 
B216 · 
B217 · 
B218 · 
B219 · 
B220 · 
B221 · 
B222 · 
B223 · 
B224 · 
B225 · 
B226 · 
B227 · 
B228 · 
B229 · 
B230 · 
B303 · 
B305 · 
B309 · 
B310 · 
B311 · 
B316 · 
B317 · 
B319 · 
B320